# Хлорсульфований поліетилен

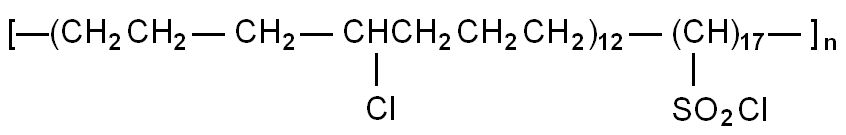

Хлорсульфований поліетилен, сульфохлорований поліетилен — синтетичний каучук, продукт хімічного модифікування поліетилену хлором і сірчистим ангідридом. Густина 1110—1260 кг/м³. Містить хлору 27 — 45 %, сірки — 0,8-2,2 %. Не розчиняється в аліфатичних вуглеводнях і спиртах, малорозчинний у кетонах і складних ефірах, добре — в ароматичних сполуках (толуол, ксилол) і хлорованих вуглеводнях, утворюючи клеї.
Завдяки присутності хлору хлорсульфований поліетилен — вогнестійкий і маслостійкий, стійкий проти дії мікроорганізмів, відзначається адгезією до різних поверхонь. Застосовують у виробництві транспортних стрічок, покриття підлоги, виготовлення гумованих тканин, для антикорозійного покриття, для ізоляції кабелів та іншого.
Світове виробництво хлорсульфованого поліетилену у 1976 році становило близько 30 тис. т. У СРСР випускався під торговельною назвою ХСПЕ (ХСПЭ), у США — хайпалон (англ. Hypalon).